# バンク・オブ・アメリカ・プラザ (ダラス)
バンク・オブ・アメリカ・プラザ(Bank of America Plaza)は、アメリカ合衆国・テキサス州のダラスにある超高層ビルである。

## 概要
281m、72階建てでダラスで最も高いビルである。最上部の2フロアにはテレビ局の送信施設がある。夜間はビルの輪郭を強調するような緑のライトアップがなされる。